# A. I. Bezzerides
A.I. Bezzerides (Samsun, Império Otomano, 9 de agosto de 1908 — Los Angeles, 1 de janeiro de 2007) foi um romancista e roteirista norte-americano, mais conhecido por escrever filmes de acção.

## Biografia
Bezzerides nasceu Albert Isaac Bezzerides em Samsun no Império Otomano (actual Turquia), de uma família greco-arménia que emigrou para os E.U.A. antes dele completar dois anos de idade.
Bezzerides começou a escrever curtas histórias enquanto estudante na Universidade de Berkeley. Ele foi publicado pela primeira vez numa edição de 1935 da "Story Magazine", a qual imprimiu a sua história intitulada Passage Into Eternity.
Ele escreveu a novela The Long Haul cerca de 1938, a qual o levou para o interior do negócio do roteirismo. Ele escreveu filmes de acção como:
- They Drive by Night (1940)
- Desert Fury (1947)
- Thieves' Highway (1949)
- On Dangerous Ground (1952)
- Track of the Cat (1954)
- Kiss Me Deadly (1955).

Ele foi um dos cocriadores do western televisivo The Big Valley.
Em 1940 a Warner Bros. ofereceu a Bezzerides 2 mil dólares pelos direitos da sua novela The Long Haul para adaptá-la ao cinema. Ele descobriu mais tarde que o roteiro baseado no seu livro já estava escrito. O filme teve o título de They Drive By Night, e foi protagonizado por Humphrey Bogart e George Raft.
O estúdio também ofereceu a Bezzerides um contrato para ser um roteirista com um salário de 300 dólares por semana. Bezzerides, que nessa época trabalhava como engenheiro de comunicações para o Departamento de Água e Energia de Los Angeles, escreveu mais tarde: "Eu não tinha ideia se era culpa e consciência, ou ambição para me tirar mais histórias, o que motivava a Warner Bros. a oferecer-me um contrato de sete anos... Qualquer que fosse o motivo, eu aproveitei a sua oferta, então eu podia desistir da minha pútrida carreira como engenheiro de comunicações para me tornar um escritor, escrevendo guiões num mundo inteiramente novo."
O seu primeiro filme creditado foi Juke Girl de 1942, o qual foi protagonizado por Ann Sheridan e Ronald Reagan.
Bezzerides faleceu em Los Angeles no Dia de Ano Novo de 2007, aos 98 anos.

## Novelas
- 1938, The Long Haul
- 1942, There is a Happy Land
- 1949, Thieves Market